# Franck Boli
Bi Sylvestre Franck Fortune Boli (Yamoussoukro, 1993. december 7. –) elefántcsontparti labdarúgó.

## Pályafutása

### Klubcsapatokban
Boli 2012. január 3-án írt alá a norvég Stabæk együtteséhez, amely akkor a másodosztályban szerepelt. Inge André Olsen, a Stabæk Fotball sportvezetője technikai készségét és gyorsaságát emelte ki.
2015. február 26-án a kínai élvonalban szereplő Liaoning FC igazolta le, ott 20 bajnoki mérkőzésen lépett pályára, gólt nem szerzett. 2016-ban kölcsönben játszott az Aalesundsban, bár átigazolása több kérdést is felvetett szabályosságát illetően. 2016. december 20-án tért vissza Stabækbe, ahol három évre írt alá.  A 2018-as idényben a norvég bajnokság gólkirálya lett 18 góllal, majd szerződését meghosszabbította 2023 nyaráig.

#### Ferencváros
2019. augusztus 1-jén a magyar bajnok Ferencvárosi TC igazolta le. Október 19-én az ő góljával győzte le az Újpestet a Ferencváros 1–0-ra a bajnokság 9. fordulójában. A lila-fehér csapat ellen a bajnokság további két mérkőzésén is betalált, a Ferencváros mindhárom alkalommal az ő találatának köszönhetően múlta felül riválisát. A bajnoki címet szerző Ferencvárosban összesen tíz alkalommal volt eredményes a 2019–2020-as kiírásban.
2020. október 28-án gólt lőtt a Dinamo Kijev elleni 2–2-es hazai Bajnokok Ligája csoportmérkőzésen.
2021. augusztus 18-án a svájci Young Boys ellen a Bajnokok Ligája negyedik selejtezőkörében idegenben 2 gólt szerzett a 3–2-re elveszített mérkőzésen.
2022. május 11-én a Puskás Arénában a 2021–2022-es magyar labdarúgókupa döntőjében a Paksi FC ellen 3–0-ra megnyert mérkőzésen 2 gólt lőtt. 2022. július 27-én gólt lőtt a Bajnokok Ligája 2. fordulójában Pozsonyban a Slovan Bratislava ellen 4–1-re megnyert mérkőzésen. Szeptember 4-én a Szusza Ferenc Stadionban az Újpest elleni bajnoki mérkőzésen két góllal vette ki a részét a történelmi 6–0-s Fradi győzelemből. A budapesti zöld-fehér csapatban 126 tétmérkőzésen lépett pályára és 42 gólt szerzett.

#### Portland Timbers
2023. március 13-án egy évre írt alá a Portland Timbers csapatához, egyéves hosszabbítási opcióval. Új csapatában az FC Dallas ellen, 2023. április 2-án mutatkozott be, és csereként beállva a 92. percben szerzett góljával 1–1-s döntetlenre mentette a mérkőzést. 2023. december 4-én hivatalossá vált, hogy az amerikai klub nem él a hosszabbítási opcióval, így az elefántcsontparti csatár távozik a klubtól.

#### Atlético San Luis
2024. január 4-én bejelentették, hogy a mexikói első osztályban szereplő Atlético San Luis csapatánál folytatja pályafutását.

### A válogatottban
2021 augusztusában meghívót kapott az elefántcsontparti válogatottba a szeptemberi világbajnoki selejtezőkre. 2021. szeptember 3-án a világbajnoki selejtező afrikai kvalifikáció második szakaszának 1. fordulójában a D-csoportban a Mozambik elleni 0–0-ra végződő mérkőzésen a 62. percben – pályafutása során először – pályára lépett.

## Statisztika

### Klubcsapatokban
2025. augusztus 9-én frissítve.
| Klub               | Szezon         | Bajnokság        | Bajnokság     | Bajnokság | Országos kupa | Országos kupa | Nemzetközi kupa | Nemzetközi kupa | Egyéb         | Egyéb | Összesen      | Összesen |
| Klub               | Szezon         | Bajnokság        | Pályára lépés | Gól       | Pályára lépés | Gól           | Pályára lépés   | Gól             | Pályára lépés | Gól   | Pályára lépés | Gól      |
| ------------------ | -------------- | ---------------- | ------------- | --------- | ------------- | ------------- | --------------- | --------------- | ------------- | ----- | ------------- | -------- |
| Stabæk             | 2012           | Tippeligaen      | 28            | 5         | 3             | 1             | 2               | 0               | -             | -     | 33            | 6        |
| Stabæk             | 2013           | 1. divisjon      | 26            | 6         | 4             | 3             | -               | -               | -             | -     | 30            | 9        |
| Stabæk             | 2014           | Tippeligaen      | 28            | 13        | 6             | 1             | -               | -               | -             | -     | 34            | 14       |
| Stabæk             | Összesen       | Összesen         | 82            | 24        | 13            | 5             | 2               | 0               | -             | -     | 97            | 29       |
| Liaoning           | 2015           | Kínai Szuperliga | 20            | 0         | 0             | 0             | -               | -               | -             | -     | 20            | 0        |
| Liaoning           | 2016           | Kínai Szuperliga | 0             | 0         | 0             | 0             | -               | -               | -             | -     | 0             | 0        |
| Liaoning           | Összesen       | Összesen         | 20            | 0         | 0             | 0             | -               | -               | -             | -     | 20            | 0        |
| Aalesund           | 2016           | Tippeligaen      | 27            | 6         | 2             | 0             | -               | -               | -             | -     | 29            | 6        |
| Aalesund           | Összesen       | Összesen         | 27            | 6         | 2             | 0             | -               | -               | -             | -     | 29            | 6        |
| Stabæk             | 2017           | Eliteserien      | 10            | 4         | 1             | 0             | -               | -               | -             | -     | 11            | 4        |
| Stabæk             | 2018           | Eliteserien      | 29            | 17        | 3             | 3             | -               | -               | 2             | 0     | 34            | 20       |
| Stabæk             | 2019           | Eliteserien      | 13            | 6         | 2             | 2             | -               | -               | -             | -     | 15            | 8        |
| Stabæk             | Összesen       | Összesen         | 52            | 27        | 6             | 5             | -               | -               | 2             | 0     | 60            | 32       |
| Ferencvárosi TC    | 2019–20        | NB I             | 28            | 10        | 1             | 1             | 8               | 1               | -             | -     | 37            | 12       |
| Ferencvárosi TC    | 2020–21        | NB I             | 28            | 10        | 3             | 1             | 9               | 3               | -             | -     | 40            | 14       |
| Ferencvárosi TC    | 2021–22        | NB I             | 19            | 5         | 4             | 4             | 4               | 2               | -             | -     | 27            | 11       |
| Ferencvárosi TC    | 2022–23        | NB I             | 9             | 3         | 1             | 0             | 12              | 2               | -             | -     | 22            | 5        |
| Ferencvárosi TC    | Összesen       | Összesen         | 84            | 28        | 9             | 6             | 33              | 8               | -             | -     | 126           | 42       |
| Ferencvárosi TC II | 2021–22        | NB III           | 1             | 1         | -             | -             | -               | -               | -             | -     | 1             | 1        |
| Portland Timbers   | 2023           | MLS              | 29            | 7         | -             | -             | 2               | 0               | -             | -     | 31            | 7        |
| Atlético San Luis  | 2023–24        | Liga MX          | 12            | 4         | -             | -             | 2               | 1               | -             | -     | 14            | 5        |
| Atlético San Luis  | 2024–25        | Liga MX          | 14            | 4         | -             | -             | -               | -               | -             | -     | 14            | 4        |
| Atlético San Luis  | Összesen       | Összesen         | 26            | 8         | -             | -             | 2               | 1               | -             | -     | 28            | 9        |
| Karrier összes     | Karrier összes | Karrier összes   | 321           | 93        | 30            | 16            | 37              | 9               | 2             | 0     | 360           | 118      |

### Mérkőzései az elefántcsontparti válogatottban
| #  | Dátum               | Ellenfél | Eredmény | Kiírás                 | Esemény |
| -- | ------------------- | -------- | -------- | ---------------------- | ------- |
| 1. | 2021. szeptember 3. | Mozambik | 0 – 0    | Világbajnoki selejtező | 62'     |

## Sikerei, díjai
Stabæk
- A norvég bajnokság gólkirálya: 2018[25]

 Ferencvárosi TC
- Magyar bajnok (3): 2019–2020,[26] 2020–2021,[27] 2021–2022[28][29]
- Magyar kupagyőztes: 2021–22[30]